# Сент-Луїс Блюз

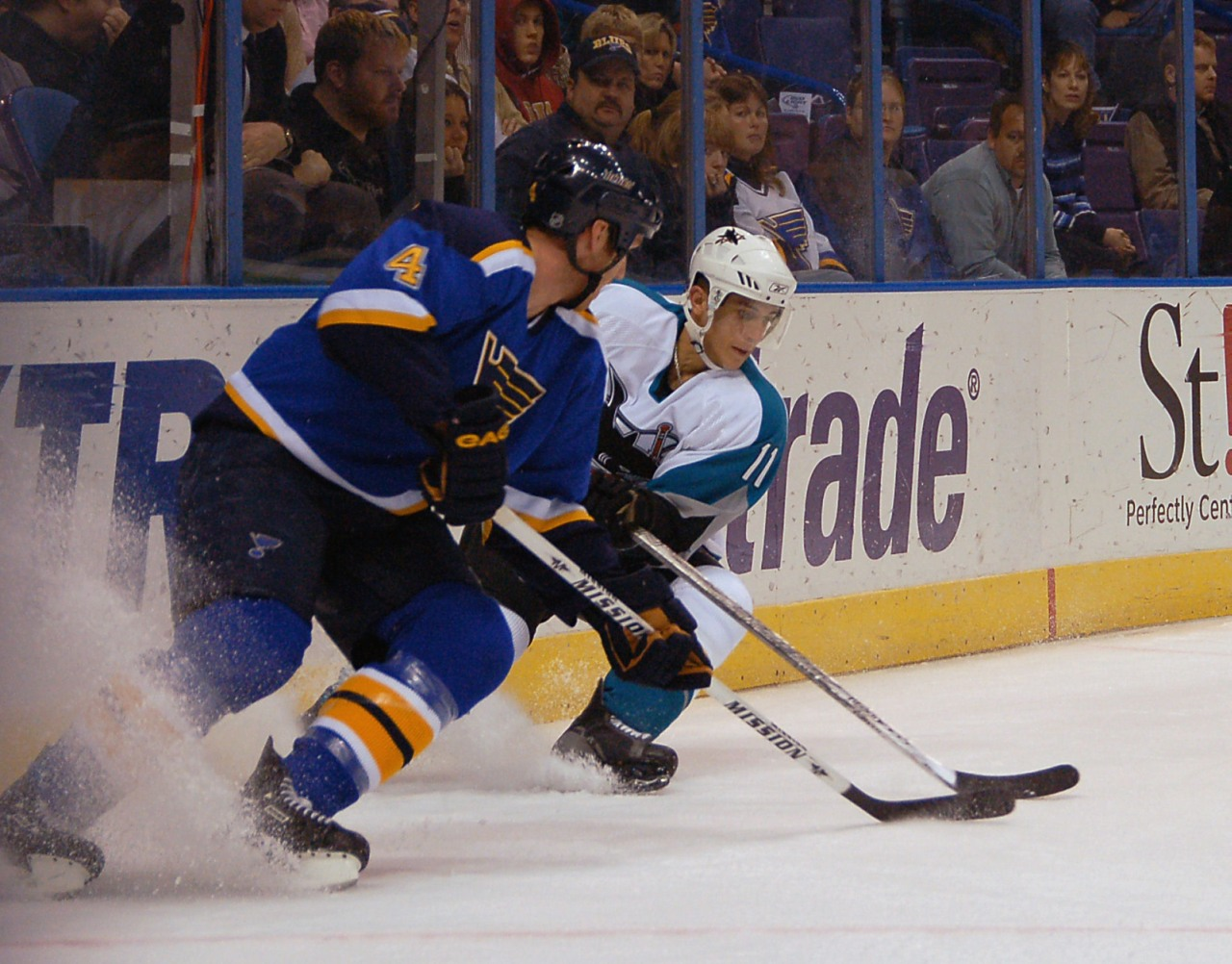
Гравці «Сент-Луїс Блюз» у матчі проти «Сан-Хосе Шаркс».

«Сент-Луїс Блюз» (укр. Блюзмени Сент-Луїса, англ. St. Louis Blues) — заснована у 1967 професіональна хокейна команда міста Сент-Луїс, у штаті Міссурі. Команда — член Центрального дивізіону, Західної конференції, Національної хокейної ліги. Назва клубу походить від назви блюзу американського блюзмена Вільяма Генді St. Louis Blues.
Домашнє поле для «Сент-Луїс Блюз» — Скоттрейд-центр.
У 2019 році «Блюз» стали володарем свого першого Кубка Стенлі (хокейний трофей).

## Володарі Кубка Стенлі
| Володарі Кубка Стенлі 2019 | Воротарі: Джордан Біннінгтон, Джейк Аллен Захисники: Карл Гуннарссон, Джей Боумістер, Алекс П'єтранджело (К), Вінс Данн, Роберт Бортуццо, Колтон Парайко Нападники: Семюель Бле, Патрік Марун, Давід Перрон, Зак Сенфорд, Джейден Шварц, Александер Стін, Володимир Тарасенко, Іван Барбашов, Тайлер Бозак, Роббі Фаббрі, Раєн О'Райллі, Брейден Шенн, Оскар Сундквіст, Роберт Томас в. о. головного тренера: Крейг Берубі Генеральний менеджер: Дуг Армстронг |

## Відомі гравці
- Вейн Ріверс
- Геррі Ангер
- Джим Лоренц
- Джим Нілл
- Джим Робертс
- Еб Макдональд
- П'єр Плант
- Роб Ремедж
- Террі Грей
- Кевін Сойєр
- Рон Шок
- Боб Стюарт
- Рік Зомбо
- Джо Зануссі
- Джеррі Батлер
- Келлі Чейз
- Тім Екклстоун
- Пет Гікі
- ‎Гастон Жинграс
- Крейг Джонсон
- Майк Джонсон